# 文学部唯野教授
「文学部唯野教授」（ぶんがくぶただのきょうじゅ）は筒井康隆による長編小説。文芸批評をモチーフにした小説というメタフィクション。
主人公の文学部教授が大学内のいざこざに巻き込まれる様子と、文学理論の講義内容で構成されている。

## 概要
総合雑誌「へるめす」（岩波書店）の第12号から第21号（1987年9月-1989年9月）に連載され、1990年に岩波書店から単行本化された。
全9章で、様々な文学理論が各章のタイトルになっている。各章の前半は主人公唯野教授の日常を描き、後半は唯野教授が教室でそれぞれの理論を講義する、というスタイルである。
- 第一講：印象批評
- 第二講：新批評
- 第三講：ロシア・フォルマリズム
- 第四講：現象学
- 第五講：解釈学
- 第六講：受容理論
- 第七講：記号論
- 第八講：構造主義
- 第九講：ポスト構造主義

「大学と文学という二つの制度＝権力」がテーマになっている。大学人事をめぐる駆け引きや足の引っ張り合い、教授の自慢話で議事が進まない教授会の様子などがカリカチュアライズされて描かれる。大学の内幕暴露物となっており、発表当時川成洋（当時、法政大学教授）から「実にリアリスティックに大学人を描写している」と評された。筒井は大学関係の知人らに取材を重ね、エピソードを集めたという。また、唯野の講義内容は難解な文学理論を平易に紹介したものになっている。時に批評家への辛辣な批判が含まれ、これは（筒井の小説を批判する）「批評家への私怨をはらすため」だという。ユニークな内容が評判を呼んでベストセラーとなり、関連本も複数刊行された。日本の学会が、学閥、閨閥、因縁、情実で困難な状態になっている点は、戦後間もない1946年に天声人語で言及されている。

## あらすじ
唯野仁は30代にして早治大学文学部英米文学科の教授に昇任した。また立智大学で始めた文芸批評論の講義は学生に人気となっている。ペンネームで純文学の小説を執筆しているが、これが世間に知られることを恐れている。恩師は専門外のことでマスコミに出ることを非常に嫌っており、発覚すれば大学での立場がなくなるからである。
3か月前にフランス留学に出かけた同僚の牧口は、2か月で留学を打ち切ってひそかに帰国し、実家に潜んでいた。それを知って唯野は仰天するが、早治大学で先のない牧口が立智大学教授に栄転できるよう、ひそかに関係者の間を奔走することになる。
一方、唯野の小説は高い評価を受け、文学賞の候補作となる。作者であることがバレたら大変だと唯野は困惑する。やがて受賞が決まり、作者の正体は唯野だと新聞で報道されると、恩師の蟻巣川教授は激怒し、唯野を罵倒する。蟻巣川が反対すれば、牧口の転職問題も見込みはない。
受賞を知って野次馬も詰めかける中で、前期最後の「ポスト構造主義」の講義が始まる。

## 登場人物
- 唯野仁

早治大学文学部英米文学科教授。大変な饒舌である。早治大学ではアメリカ文学史、比較文学論などを担当。また立智大学非常勤講師として文芸批評論を講じる。「野田耽二」という変名で小説を書いている。独身。
- 蟻巣川

英米文学科主任教授。唯野を育てた恩師だが、大変なケチ。
- 獅子成

英米文学科教授。病気恐怖症。
- 水戸

英米文学科助教授。商業誌に執筆することが多く、他の教員から嫌われている。唯野にとっては数少ない、まともに文学理論の話が出来る相手。
- 蟇目

仏文科助手。講師への昇任を熱望しており、主任教授の斎木に取り入る。
- 牧口

仏文科助教授。唯野とは大学時代からの友人。練馬で母親と2人暮らし。渋谷のクラブホステス京子と6年前から交際している。
- 日根野

仏文科教授。幼稚な性格で周囲から嫌われている。何かと唯野にからむ。
- 斎木

仏文科主任教授。同性愛者。エイズに感染していると噂されている。
- 河北

国文学科教授、文学部長。頑固で幼児性が強く、非常識と評されている。
- 番場

野田耽二を担当する文芸誌『潮流』の編集者。
- 井森

読経新聞社の学芸部長。早治大学の非常勤講師になろうと画策するが失敗し、唯野を逆恨みする。
- 榎本奈美子

早治大学の学生。美人で野田耽二のファン。

## エピソード
- 作中に出てくる「黄色い砂」は、1987年7月に起きた広島大学学部長殺人事件を暗示している。
- 今野浩によれば、本書の影響なのか、その後大学の内部告発本が続々と出版されて、大学への批判が高まり、文学部だけでなく理工系の大学にも大きなダメージを与えたという[4]。
- （筒井の断筆宣言後）絓秀実は本作中にエイズ、ゲイに対する差別描写があると批判した[5]。

## 書誌
- 筒井康隆『文学部唯野教授』岩波書店、1990年1月。ISBN 4-00-002015-3。
- 筒井康隆『文学部唯野教授』岩波書店〈同時代ライブラリー〉、1992年3月16日。ISBN 4-00-260097-1。
- 筒井康隆『文学部唯野教授』岩波書店〈岩波現代文庫〉、2000年1月。ISBN 4-00-602001-5。

### 外国語訳
- 筒井, 康隆 (1996-11), Dadano gyosu'yi banran, ソウル: Munhag sasangsa, ISBN 89-7012-227-3 - 韓国語訳。訳題は「唯野教授の反乱」の意。
- Yasutaka Tsutsui (1997), Les Cours Particuliers du Professeur Tadano, trad. du japonais par Jeanne Cotinet et Tadahiro Oku, Paris: Stock, ISBN 2-234-04491-X - フランス語訳。訳題は「唯野教授の特別講義」の意。
- 筒井, 康隆 (2007-09), 文学部唯野教授, 何晓毅訳, 北京: 人民文学出版社, ISBN 978-7-02-006214-0 - 中国語訳。
- Yasutaka Tsutsui (2011), Professor Tadano an der philosophischen Fakultät, Übers. Stefan Wundt, Hamburg: Alsterverlag, ISBN 9783941808034 - ドイツ語訳。